# 白山青年駅
白山青年駅（ペクサンチョンニョンえき）は朝鮮民主主義人民共和国江原道洗浦郡にある、朝鮮民主主義人民共和国鉄道省の駅である。

## 隣の駅
朝鮮民主主義人民共和国鉄道省
青年伊川線
薬水駅 - 白山青年駅 - 新生駅